# Giuseppe Russo (calciatore)
Giuseppe Russo (Catania, 27 giugno 1983) è un ex calciatore italiano, di ruolo centrocampista.

## Carriera

### Giocatore
Cresce calcisticamente nelle giovanili dell'Atletico Catania, si trasferisce poi al Crotone in Serie B dove realizza 9 presenze.
Nel 2002-2003 passa al Messina, militante in Serie B, dove però gioca solo 3 volte in 2 campionati, così nel gennaio 2004 si trasferisce al Paternò, in Serie C1, confezionando 15 gettoni e 4 reti.
L'anno successivo viene chiamato dal Rimini nella stessa categoria e in quella stagione riesce a giocare 21 volte.
Russo passa successivamente al Catanzaro in Serie B dove però gioca poco.
Gli anni seguenti li passa in Serie C1. Nella stagione 2006-2007 si divide tra Grosseto e Cavese e, nella 2007-2008, con il Gallipoli guadagna la promozione in Serie B.
L'estate successiva viene acquistato dal Verona, che milita in Lega Pro, e vi disputa tre campionati. Nel primo campionato la squadra, dopo aver condotto a lungo il campionato, termina terza nella stagione regolare e perde il doppio confronto con il Pescara nella finale playoff (2-2 a Verona, con il gol del pareggio di Russo al 93º e 1-0 a Pescara). Nel secondo campionato (2010-2011) raggiunge la promozione, ottenuta con la vittoria dei playoff contro la Salernitana. Nel terzo campionato con il Verona, nella Serie B 2011-2012, raggiunge ancora i playoff, venendo eliminato Varese.
Il 22 agosto 2012 va in prestito alla società Ascoli, con cui esordisce in campionato il 25 agosto, nella trasferta di Varese.
Rientrato in Veneto dopo la retrocessione della società marchigiana viene ceduto al Lumezzane, in Lega Pro, l'ultimo giorno di mercato della sessione estiva 2013.
Il 31 gennaio 2014 passa alla Ternana in Serie B in prestito con diritto di riscatto dell'intero cartellino. Alla Ternana gioca 12 partite, contribuendo alla salvezza della squadra rossoverde. A fine stagione non viene riscattato, ma il 28 luglio 2014 è nuovamente ingaggiato dagli umbri in prestito con diritto di riscatto.
Il 19 agosto 2015 passa a titolo definitivo dal Lumezzane al Catania con un contratto fino al 30 giugno 2017.
Il 1º febbraio 2016 il Catania comunica di aver ceduto i diritti alle prestazioni sportive di Giuseppe Russo, a titolo temporaneo, al Messina.
Il 25 gennaio 2017 passa al Siracusa durante la sessione di mercato.
Nel luglio 2017 a Coverciano si allena con altri giocatori svincolati e inizia il corso da allenatore UEFA B che consente di allenare in Serie D.

### Allenatore
Il 23 settembre 2020 Inizia la carriera da allenatore al Padova in Serie C come collaboratore tecnico di Andrea Mandorlini, suo allenatore ai tempi del Verona.
Il 21 febbraio 2023 segue Mandorlini come vice allenatore del Mantova in Serie C al posto dell'esonerato Corrent e con la squadra al terzultimo posto. Il Mantova termina il campionato al quintultimo posto e retrocede dopo aver perso i play-out con l'AlbinoLeffe.
Il 16 giugno 2023, segue Mandorlini come vice allenatore del CFR Cluj nella Liga I romena.

## Statistiche

### Presenze e reti nei club
| Stagione         | Squadra          | Campionato | Campionato | Campionato | Coppe nazionali | Coppe nazionali | Coppe nazionali | Coppe continentali | Coppe continentali | Coppe continentali | Altre coppe | Altre coppe | Altre coppe | Totale | Totale |
| Stagione         | Squadra          | Camp       | Pres       | Reti       | Camp            | Pres            | Reti            | Camp               | Pres               | Reti               | Camp        | Pres        | Reti        | Pres   | Reti   |
| ---------------- | ---------------- | ---------- | ---------- | ---------- | --------------- | --------------- | --------------- | ------------------ | ------------------ | ------------------ | ----------- | ----------- | ----------- | ------ | ------ |
| 2001-2002        | Crotone          | B          | 9          | 0          | -               | -               | -               | -                  | -                  | -                  | -           | -           | -           | 9      | 0      |
| 2002-2003        | Messina          | B          | 0          | 0          | -               | -               | -               | -                  | -                  | -                  | -           | -           | -           | 0      | 0      |
| 2003-gen. 2004   | Messina          | B          | 3          | 0          | -               | -               | -               | -                  | -                  | -                  | -           | -           | -           | 3      | 0      |
| gen.-giu. 2004   | Paternò          | C1         | 15+2       | 4          | -               | -               | -               | -                  | -                  | -                  | -           | -           | -           | 17     | 4      |
| 2004-2005        | Rimini           | C1         | 21         | 1          | CI              | 3               | 0               | -                  | -                  | -                  | SC-1D       | 2           | 0           | 26     | 1      |
| 2005-gen. 2006   | Catanzaro        | B          | 12         | 1          | -               | -               | -               | -                  | -                  | -                  | -           | -           | -           | 12     | 1      |
| gen.-giu. 2006   | Grosseto         | C1         | 16+4       | 3+1        | -               | -               | -               | -                  | -                  | -                  | -           | -           | -           | 20     | 4      |
| 2006-gen. 2007   | Grosseto         | C1         | 12         | 2          | -               | -               | -               | -                  | -                  | -                  | -           | -           | -           | 12     | 2      |
| Totale Grosseto  | Totale Grosseto  |            | 28+4       | 5+1        |                 | 3               | 0               |                    | -                  | -                  |             | 2           | 0           | 37     | 6      |
| gen.-giu. 2007   | Cavese           | C1         | 13+1       | 1          | -               | -               | -               | -                  | -                  | -                  | -           | -           | -           | 14     | 1      |
| 2007-2008        | Gallipoli        | C1         | 28         | 5          | -               | -               | -               | -                  | -                  | -                  | -           | -           | -           | 28     | 5      |
| 2008-2009        | Gallipoli        | LP         | 34         | 6          | CI              | 2               | 2               | -                  | -                  | -                  | SC-1D       | 2           | 0           | 38     | 8      |
| Totale Gallipoli | Totale Gallipoli |            | 62         | 11         |                 | 2               | 2               |                    | -                  | -                  |             | 2           | 0           | 66     | 13     |
| 2009-2010        | Verona           | LP         | 33+3       | 2+1        | CI + CI-LP      | 2               | 0               | -                  | -                  | -                  | -           | -           | -           | 38     | 3      |
| 2010-2011        | Verona           | LP         | 19+3       | 3          | CI              | 2               | 0               | -                  | -                  | -                  | -           | -           | -           | 24     | 3      |
| 2011-2012        | Verona           | B          | 33         | 1          | CI              | 4               | 0               | -                  | -                  | -                  | -           | -           | -           | 37     | 1      |
| ago. 2012        | Verona           | B          | 0          | 0          | CI              | 1               | 0               | -                  | -                  | -                  | -           | -           | -           | 1      | 0      |
| Totale Verona    | Totale Verona    |            | 85+6       | 6+1        |                 | 9               | 0               |                    | -                  | -                  |             | -           | -           | 100    | 7      |
| 2012-2013        | Ascoli           | B          | 31         | 2          | CI              | 0               | 0               | -                  | -                  | -                  | -           | -           | -           | 31     | 2      |
| 2013-2014        | Lumezzane        | PD         | 17         | 2          | CI-LP           | 1               | 0               | -                  | -                  | -                  | -           | -           | -           | 18     | 2      |
| gen.-giu. 2014   | Ternana          | B          | 12         | 0          | CI              | -               | -               | -                  | -                  | -                  | -           | -           | -           | 12     | 0      |
| 2014-2015        | Ternana          | B          | 18         | 0          | CI              | 0               | 0               | -                  | -                  | -                  | -           | -           | -           | 18     | 0      |
| Totale Ternana   | Totale Ternana   |            | 30         | 0          |                 | -               | -               |                    | -                  | -                  |             | -           | -           | 30     | 0      |
| 2015-feb. 2016   | Catania          | LP         | 10         | 0          | CI+CI-LP        | 1+1             | 0               | -                  | -                  | -                  | -           | -           | -           | 12     | 0      |
| feb.-giu. 2016   | Messina          | LP         | 8          | 0          | CI+CI-LP        | 0               | 0               | -                  | -                  | -                  | -           | -           | -           | 8      | 0      |
| Totale Messina   | Totale Messina   |            | 11         | 0          |                 | -               | -               |                    | -                  | -                  |             | -           | -           | 11     | 0      |
| 2016-2017        | Siracusa         | LP         | 6          | 0          | CI-LP           | 1               | 0               | -                  | -                  | -                  | -           | -           | -           | 7      | 0      |
| 2018-2019        | Acireale         | D          | 16         | 0          | CI-D            | 1               | 0               | -                  | -                  | -                  | -           | -           | -           | 17     | 0      |
| Totale carriera  | Totale carriera  |            | 366+13     | 33+2       |                 | 19              | 2               |                    | -                  | -                  |             | 4           | 0           | 402    | 37     |

## Palmarès

### Club

#### Competizioni nazionali
- Serie C1: 1

Rimini: 2004-2005
- Supercoppa di Lega Serie C1: 1

Rimini: 2005
- Lega Pro Prima Divisione: 1

Gallipoli: 2008-2009
- Supercoppa di Lega di Prima Divisione: 1

Gallipoli: 2009